# Rhagamys orthodon
Rhagamys orthodon là một loài động vật có vú đã tuyệt chủng trong họ Chuột, bộ Gặm nhấm. Loài này cũng là loài duy nhất thuộc chi Rhagamys. Loài này được Hensel mô tả năm 1856.